# Ingravescentibus malis
Ingravescentibus malis (o svatém růženci Panny Marie) je poslední (31.) vydaná encyklika papeže Pia XI. Společně s encyklikami Divini redemptoris a Mit brennender Sorge ji vydává v roce 1937 na prahu válečných událostí, které vyvrcholily II. světovou válkou.

## Obsah
Encyklika je věnována modlitbě růžence, kterou papež zdůrazňuje jako potřebnou pro odvrácení hrozícího zla ve světě. K tomu udává i příklady z dějin: 
Když pak bezbožní mohamedáni, opírajíce se o ohromná loďstva a veliká vojska, hrozili evropským národům porážkou a otroctvím, tu na podnět papežův všechno se co nejúpěnlivěji modlilo o záštitu nebeské Matky; tak byli poraženi nepřátelé a jejich loďstvo potopeno. A jako v nebezpečích veřejných, tak i v soukromých obtížích v každé době prosebně vzývali Pannu Marii, aby jim dobrotivě pomáhala a vyprošovala úlevu a lék v bolestech tělesných i duchovních. A věru nikdy nebyli oslyšeni, kdo zbožně a důvěrně se utíkali k ní o její přemocnou ochranu.

Stejně veliká nebezpečí ohrožují náboženskou a občanskou společnost i v těchto dobách našich.

Následně zmiňuje některá z těchto nebezpečí jako třídní boje a zrušení osobního vlastnictví v některých zemích (komunismus). Na druhé straně však stejné kritice podrobuje i zbožštění státu jinde (nacismus). V budoucnu pak vidí zla ještě větší, vybízí však věřící, aby nemalomyslněli a obrátili se zbožně k Panně Marii, v níž je vítězství:
A jako za doby křižáků byl mezi evropskými národy jen jediný hlas a jediná modlitba, tak nyní ať po všem světě, ve velkoměstech, v ostatních městech, ve velkých věsnicích i dědinkách ať všichni se spojí ve vroucích modlitbách a úpěnlivě prosí velkou Matku Boží, aby takoví ničitelé křesťanské a lidské kultury byli překonáni; a aby znaveným a úzkostmi trápeným národům zazářil opravdový mír. Budou-li tak činiti všichni řádně, s nevýslovnou důvěrou a vroucí zbožností, musíme doufati, že jako v dobách dřívějších, tak i nyní blahoslavená Panna vyprosí u svého Božského Syna, aby bouře se zmírnily a ustaly; a že po této chvályhodné horlivé modlitbě věřících přijde zářivé vítězství.

Následuje popis a obhajoba modlitby růžence s užitím citátů „růžencového papeže“ Lva XIII. Ke kritice růžence jako modlitby nudné se vyjadřuje např. těmito slovy: 
Ale velmi se mýlí, kdo ji [modlitbu růžence] zavrhují jako nudnou formuli, stále a jednotvárně opakovanou a ponechávají ji toliko pro děti a slabé ženy. Zde nutno si uvědomiti předně, že zbožnost - právě tak jako láska - i když mnohokrát po sobě opakuje stále táž slova, tož přece neopakuje totéž, nýbrž stále něco nového, co vyvěrá z nového pocitu lásky.

V encyklice pak taktéž vybízí pastýře církve, aby si dali záležet na šíření modlitby růžence mezi věřícími. Podobně nabádá rodiče, aby šli příkladem svým dětem a denně se v rodinách společně růženec modlili.

## Souvislost s ostatními encyklikami roku 1937
Pius XI. v tomtéž roce vydává encykliky Divini redemptoris a Mit brennender Sorge. První z nich odsuzuje komunismus, druhá nacismus. Zatímco tyto dvě encykliky mluví o těchto ideologiích teoreticky, v Ingravescentibus malis se papež snaží nabídnout praktický nápravný prostředek proti těmto zlům, totiž růženec. Připravena byla další encyklika – Humani generis unitas, která výslovně odsuzovala rasismus, Třetí říši a perzekuci Židů. Tato encyklika však již nikdy nevyšla.